# Phare de l'île Rachgoun
 (mai 2024).
Le phare de l'Île de Rachgoun est un phare de jalonnement utilisé pour la navigation des bateaux accostant à Beni Saf. Il est au large du village balnéaire de Rachgoun dans la wilaya d'Aïn Témouchent en Algérie.

## Historique
Le premier rapport officiel traitant de l'éclairage des côtes algériennes est un rapport de la Commission Nautique de l'Algérie de 1843 qui établit un rapport complet « des améliorations à apporter aux feux existants, des feux à établir immédiatement, des feux à établir par la suite ».
Son exécution s'échelonna sur plusieurs années, avec les modifications imposées par les progrès de la technique et le développement de la navigation et dont les principales furent décidées par la Commission des Phares de 1861.
Le phare de Rachgoun fut construit en 1870.
Les appareils ont été modifiés périodiquement entre 1860 et 1900. Les plus notables de ces améliorations consistèrent en la substitution de l'huile minérale par l'huile végétale en 1881, puis par l'adoption de certains feux de lampe à niveau constant[pas clair].
Un nouveau programme d'amélioration de l'éclairage côtier est lancé en 1902 par la mise en place d'une Commission Nautique Spéciale. Celle-ci adopte un programme prévoyant entre autres la substitution aux feux fixes existants de feux à éclats ou à occultation, avec ou sans secteurs colorés. Ce programme fut entièrement réalisé entre 1904 et 1908, à l'exception de  la jetée Nord du port d'Alger.
L'électrification des feux principaux et des feux de ports fut poursuivie activement durant la mission scientifique en Algérie de l'Ingénieur en chef du Service Central des Phares en 1924.
En outre quatre radiophares ont été mis en service; au phare de l'Amirauté à Alger (1931), au Cap de l'Aiguille (1938), au Cap Caxine (1938) et au Cap Matifou (1942). Les services techniques ont également prévu  l'établissement à court terme de quatre ouvrages supplémentaires au Cap Ténès, au Cap Bengut, au Cap Bougaroun et au Cap de Garde.

## Caractéristiques
Le phare est bâti sur l'Île de Rachgoun au nord-ouest de Béni Saf. On y accède à l'aide d'une embarcation. Construit sur la falaise à la partie nord de l'île, c'est une tour carrée en maçonnerie de 18,9 m de hauteur avec à son pied un bâtiment qui sert de logement aux gardiens. Des annexes techniques se trouvent du côté sud de l’enceinte du phare.
Le phare culmine à 84,4 m au dessus du niveau de la mer.
L'éclairage est assuré par un feu de couleur rouge à 2 éclats en 10 secondes, visible à 20 milles  nautiques, soit 37 km environ. Les feux sont de couleur lorsque le secteur maritime présente des dangers potentiels.
Il est alimenté en électricité par une batterie de panneaux solaires.